# كأس السوبر الآسيوي 2002
كأس السوبر الآسيوي 2002 هي بطولة كأس السوبر الآسيوي الثامنة، لعبت المبارة بين سوون سامسونغ بلووينغز الكوري الجنوبي الفائز في بطولة الأندية الآسيوية والهلالالسعودي بطل كأس الكؤوس الآسيوية 2002.

## المبارة
| الفريق الأول          | إجم.        | الفريق الثاني | مباراة الذهاب | مباراة الإياب |
| --------------------- | ----------- | ------------- | ------------- | ------------- |
| سوون سامسونغ بلووينغز | 1–1(4- ر 2) | الهلال        | 1–0           | 0–1           |

### المباراة الأولى
| سوون بلو وينغز  | 1 – 0 | الهلال |
| --------------- | ----- | ------ |
| لي كي هيونغ 53' |       |        |

### المباراة الثانية
| الهلال            | 1 – 0 | سوون بلو وينغز |
| ----------------- | ----- | -------------- |
| ريكاردو بيريز 55' |       |                |